# 吉武千颯
吉武 千颯（よしたけ ちはや、1999年3月28日 - ）は、日本の声優、歌手。広島県出身。

## 経歴
元々表現することが好きであり、E-girlsのように歌って踊れる人物になりたかったため、広島に引っ越すまで高知県のスクールに毎日のように通っていた。
中学2年生の時にアクターズスクール広島に入校（28期生）し、通っていたところ、当時の先生に声優アーティストの道を薦められそれを志すようになる。2015年秋の発表会（2015 AUTUMN ACT）で初めて単独歌唱を勝ち取り、aikoの「瞳」を歌う。
2017年、声優アーティストオーディション「ANISONG STARS」審査員特別賞受賞。
2018年10月、声優アーティストを目指す「ボイたまプロジェクト」の結成メンバー8名のうちの一人に選ばれ、2019年よりネット配信番組などでの活動を開始。
2019年、テレビアニメ『スター☆トゥインクルプリキュア』の前期エンディングテーマ「パペピプ☆ロマンチック」と後期エンディングテーマ『教えて...!トゥインクル☆』のボーカルを担当。プリキュアシリーズのエンディング主題歌を初めて担当する。以降、2020年の『ヒーリングっど♥プリキュア』でのイメージソング参加を経て、2021年の『トロピカル〜ジュ!プリキュア』の前期エンディングテーマ『トロピカ I・N・G』及び後期エンディングテーマ『あこがれ Go My Way!!』（北川理恵とのデュエット）、2022年の『デリシャスパーティ♡プリキュア』の前期エンディングテーマ『DELICIOUS HAPPY DAYS♪』、2023年の『ひろがるスカイ!プリキュア』の前期エンディングテーマ『ヒロガリズム』（石井あみとのデュエット）の歌唱を担当し、シリーズの主題歌歌手として活動し続けている。
2020年4月1日、吉武を含む「ボイたまプロジェクト」メンバー6名全員がアミューズから子会社・ライブビューイング・ジャパン
が展開するApollo Bayに移籍。
2021年1月より、礒部花凜・熊田茜音・堀内まり菜と共にコーラスユニット「ヒーラーガールズ」を結成。2022年10月まで活動した。
2024年の『わんだふるぷりきゅあ!』のオープニングテーマ『わんだふるぷりきゅあ！evolution!!』のボーカルを担当。プリキュアシリーズのオープニング主題歌を初めて担当する。
2025年6月30日をもって所属事務所Apollo Bayを退所した。翌7月1日、『週刊ラノベアニメ』オープニングテーマ「Hajimariの合図」でABCアニメーションよりソロアーティストデビューすることを発表。

## 人物
地元、広島を本拠地とする広島東洋カープのファンでもある。
趣味はお菓子作り。特技は小学5年生から始めたダンスと3歳から始めたバレー。
幼い頃はジブリアニメなどをいっぱい観ていたが、一番好きな作品は『ラブライブ!』を挙げている。
プリキュアシリーズの主題歌を担当したことがきっかけで、同じ広島県出身のMachicoとの親交を深める。2023年3月25日に開催された『「Machico♡プリキュアのうた!」リリース記念！バースデースペシャルトーク＆ライブ』にゲストとして出演した際に、Machico本人から公式妹として認定を受けた。

## 出演

### テレビアニメ
- ラブライブ!スーパースター!!（2021年 - 2024年、聖澤悠奈[27]） - 3シリーズ[一覧 1]
- ヒーラー・ガール（2022年、矢薙ソニア[28]）
- 惑星のさみだれ（2022年、星川昴[29]）
- SHY（2023年、レボロン）
- ミギとダリ（2023年、子ども）
- 陰陽廻天 Re:バース（2025年、シノ[30][31]）

### 劇場アニメ
- 劇場版 ポールプリンセス!!（2023年、女の子[32]）

### ゲーム
- サクラ革命 〜華咲く乙女たち〜（2020年、気分テンカ[33]）
- ファントム オブ キル（2022年、七支刀[34]）
- 共闘ことばRPG コトダマン（2022年、ンモジーナ[35]）
- ブラウンダスト（2022年、ハルナ[36]）
- Re:ステージ！プリズムステップ（2023年、空野音々）

### テレビ
- サンリオキャラクターズ ポンポンジャンプ!（2018年 - 、BSフジ） - コーナー曲「PON PON Dance Magic」のボーカルを担当
- Anison Days（2020年 - 2022年、BS11） - 準レギュラー、コーラスパート担当
- きんだーてれび（2022年） - きん☆モニ 第159話より アマビエちゃん役

### テレビドラマ
- アトムの童 第5話（2022年11月13日、TBSテレビ） - 女性ユーチューバー 役[37]

### ラジオ
※はインターネット配信。
- a-FAN FAN 三重野瞳の「ハタチおまたせ!」（2019年3月4 - 11日、USEN C26ch） - ゲスト
- ONE TO ONE 吉武千颯の「今なんしよん?」（2024年 - 、ニコニコ生放送※、OPENREC※、YouTube※）[38]

### インターネット配信
- プリキュアわくわくチャンネル（2021年、LINE LIVE） - MC[39]
- ちはやお姉さんの見たい！聴きたい！伝えたい！（2022年、YouTube） - MC[40]

### 映画
- 編集霊 deleted（2022年、ノースシーケーワイ） - 黒川 役[41]
- ドラレコ霊（2024年、ノースシーケーワイ） - けやき 役[42][43]
- 内定代行（2025年、ノースシーケーワイ） - 美梨 役[44][45]

### 舞台
- Otona Project 第四十弾 演劇ユニット 爆走おとな小学生 第十七回全校集会『戦国送球〜バトルガールズ〜』（2022年5月25日 - 29日、こくみん共済 coop ホール/スペース・ゼロ） - 竹林夢花 役（鶴野有紗とのダブルキャスト）[46]
- ネコたん！〜猫町怪異奇譚〜（2024年5月10日・14日・15日・17日、あうるすぽっと） - 迷路ソマリ 役（鈴原希実、伊達さゆりとのトリプルキャスト）[47]
- 朗読劇『シアター』再演（2024年5月15日 - 26日　シアター風姿花伝)　樋口もな 役
- パフォーマンスユニットTWT vol.13「セント・メグル・タイム-ぼくらの時空転々記-」（2024年8月24日、新宿シアタートップス）- 修理屋、メグル 役[48]
- ネコたん！弐〜猫町怪異奇譚〜 仮面遊戯殺猫事件（2024年11月20日、草月ホール） - 迷路ソマリ 役（鈴原希実、伊達さゆりとのトリプルキャスト）[49]
- ネコたん！弐 ぷらす 〜猫町怪異奇譚〜 仮面遊戯殺猫事件（2025年6月20日、あうるすぽっと） - 財部梨杏 役[50][51]
- ミュージカル『星の導く夜に』（2025年9月27日 - 10月5日〈予定〉、シアターH） - サント 役[52]

### イベント
- スター☆トゥインクルプリキュアおひろめショー（2019年2月2日、アーバンドック ららぽーと豊洲）
- ファミリーアニメフェスタ2019（2019年3月23日、東京ビッグサイト）
- スター☆トゥインクルプリキュアLIVE2019 KIRA☆YABA!イマジネーションライブ（2019年9月28日、昭和女子大学人見記念講堂）
- スター☆トゥインクルプリキュア感謝祭（2020年2月14日・15日・21日・22日、オリックス劇場、中野サンプラザホール）
- トロピカル〜ジュ！プリキュア おうちでおひろめショー（2021年2月27日、プリキュア公式YouTubeチャンネル[53]）
- トロピカル～ジュ！プリキュア プールランド in ハワイアンズ（2021年8月8日、スパリゾートハワイアンズ）[54][55]
- トロピカル〜ジュ!プリキュアLIVE2021 Viva!トロピカSUMMER!LIVE（2021年9月25日、パシフィコ横浜国立大ホール）[56][57]
- Dance Dance Dance @ YOKOHAMA 2021「横浜ダンスパラダイス」『トロピカル～ジュ！プリキュア』スペシャルステージ（2021年10月2日、クイーンズスクエア横浜クイーンズサークル）[58][59][60]
- トロピカル〜ジュ!プリキュア感謝祭（2022年2月19日・20日、J:COMホール八王子[61][62]）
- 『デリシャスパーティ♡プリキュア』主題歌シングル購入者限定 リリース記念ライブ（2022年5月1日、harevutai[63]）
- 横浜音祭り2022「街に広がる音プロジェクト」『デリシャスパーティ♡プリキュア』スペシャルステージ（2022年9月18日、横浜ランドマークタワー / ランドマークプラザ サカタのタネ ガーデンスクエア[64]）
- デリシャスパーティ♡プリキュアLIVE2022 Cheers!Delicious LIVE Party♡（2022年10月29日・30日、TOKYO DOME CITY HALL[65]）
- デリシャスパーティ♡プリキュア 感謝祭（2023年2月18日、19日、中野サンプラザホール[66]）
- ひろがるスカイ！プリキュア 〜みんなあつまれ！おうちでおひろめショー〜（2023年2月4日、プリキュア公式YouTubeチャンネル[67]）
- ちはのお誕生日会2023（2023年4月2日、TOKYO FMホール[68]）
- 『ひろがるスカイ!プリキュア』主題歌シングル購入者限定 リリース記念ライブ（2023年5月3日、harevutai[69]）
- 声優紅白歌合戦2023（2023年5月20日、パシフィコ横浜国立大ホール）[70]
- プリキュアシンガーズ　Premium LIVE HOUSE Circuit！vol.1 ＜2019-2023 Newest 5 Years ～広島公演～＞（2023年7月1日、BLUELIVE HIROSHIMA[71]）
- Animelo Summer Live 2023 -AXEL-（2023年8月26日、さいたまスーパーアリーナ[72]）
- ひろがるスカイ!プリキュアLIVE2023 Hero Girls Live 〜Max!Splash!GoGo!〜（2023年10月21日、パシフィコ横浜国立大ホール）[73][74]
- 全プリキュア 20th Anniversary LIVE!（2024年1月20日・21日、横浜アリーナ[75]）
- ひろがるスカイ！プリキュア 感謝祭（2024年2月17日・18日、TOKYO DOME CITY HALL[76]）
- AnimeJapan2024 マーベラスブース プリキュアシンガーミニステージ（2024年3月23日・24日、東京ビッグサイト[77]）
- わんだふるぷりきゅあ!LIVE2024 FUN☆FUN☆えぼりゅーしょん!（2024年10月12日、KT Zepp Yokohama[78]）
- Live!横浜2024「わんだふるぷりきゅあ！」スペシャルステージ（2024年11月10日、日本丸メモリアルパーク[79]）
- 『“えがおのおくりもの”〜Chihaya Yoshitake Precure Song Best〜』リリース記念ミニライブ&特典お渡し会[80]
  - 2024年12月1日：カメイドクロック
  - 12月15日：ヨドバシカメラマルチメディア梅田
  - 12月29日：イオンレイクタウンkaze
  - 2025年1月4日：animate hall BLACK（アニメイト池袋本店）
- わんだふるぷりきゅあ！感謝祭（2025年2月8日・9日、TOKYO DOME CITY HALL[81]）
- キミとアイドルプリキュア♪LIVE2025 You&I=We're IDOL PRECURE（2025年10月18日、パシフィコ横浜国立大ホール[82]）

### トークイベント
- Machico♡プリキュアのうた!リリース記念！バースデースペシャルトーク&ライブ（2023年3月25日、渋谷WWW） - ゲスト[83]

### その他コンテンツ
- IDOL舞SHOW（2022年、ICHIKA[84]）

## ディスコグラフィ

### シングル
| #   | 発売日        | タイトル       | 規格品番   | 備考   |
| --- | ------------- | -------------- | ---------- | ------ |
| 1st | 2025年9月24日 | Hajimariの合図 | ABCA-00001 | [ 85 ] |

### アルバム
|        | 発売日         | タイトル                                                    | 規格品番     | オリコン最高位 |
| ------ | -------------- | ----------------------------------------------------------- | ------------ | -------------- |
| ベスト | 2024年12月25日 | “えがおのおくりもの”〜Chihaya Yoshitake Precure Song Best〜 | MJSA-01400/1 | TBN            |

### 歌手参加作品
| 発売日   | 商品名                                                                                        | 歌 | 楽曲 | 備考                                                                           |
| 2019年   | 2019年                                                                                        | 2019年 | 2019年 | 2019年                                                                         |
| -------- | --------------------------------------------------------------------------------------------- | --- | --- | ------------------------------------------------------------------------------ |
| 3月6日   | パペピプ☆ロマンチック                                                                         | 吉武千颯 | 「パペピプ☆ロマンチック」 | テレビアニメ『スター☆トゥインクルプリキュア』前期エンディングテーマ            |
| 8月7日   | 教えて...!トゥインクル☆                                                                       | 吉武千颯 | 「教えて...!トゥインクル☆」 | テレビアニメ『スター☆トゥインクルプリキュア』後期エンディングテーマ            |
| 8月21日  | スター☆トゥインクルプリキュア イメージソングファイル                                          | 吉武千颯、宮本佳那子 | 「TO BE LOVE〜扉〜」 | テレビアニメ『スター☆トゥインクルプリキュア』関連曲                            |
| 10月16日 | Twinkle Stars                                                                                 | 吉武千颯 | 「星座のチカラ」 | 劇場アニメ『映画 スター☆トゥインクルプリキュア 星のうたに想いをこめて 』挿入歌 |
| 2020年   |                                                                                               | | |                                                                                |
| 7月8日   | ヒーリングっど♥プリキュア ボーカルアルバム 〜Voice of life〜                                  | Machico with 吉武千颯 | 「Good Good ハ〜イ!!」 | テレビアニメ『ヒーリングっど♥プリキュア』関連曲                                |
| 2021年   |                                                                                               | | |                                                                                |
| 4月7日   | Viva! Spark!トロピカル〜ジュ!プリキュア/トロピカ I・N・G                                      | 吉武千颯 | 「トロピカ I・N・G」 | テレビアニメ『トロピカル〜ジュ!プリキュア』前期エンディングテーマ              |
| 7月21日  | トロピカル〜ジュ！プリキュア ボーカルアルバム 〜トロピカる！MUSIC BOX〜                       | 吉武千颯 | 「Brave Parade」 「CLAP!〜勇気を鳴らせ〜 Remix for Chihaya Yoshitake」                                                                                       | テレビアニメ『トロピカル〜ジュ!プリキュア』関連曲                              |
| 7月21日  | トロピカル〜ジュ！プリキュア ボーカルアルバム 〜トロピカる！MUSIC BOX〜                       | Machico / コーラス：北川理恵・吉武千颯 | 「CLAP!〜勇気を鳴らせ〜」 | テレビアニメ『トロピカル〜ジュ!プリキュア』関連曲                              |
| 8月11日  | Viva! Spark!トロピカル〜ジュ!プリキュア with トロピカる部/なかよしのうた/あこがれ Go My Way!! | 北川理恵、吉武千颯 | 「あこがれ Go My Way!!」 | テレビアニメ『トロピカル〜ジュ!プリキュア』後期エンディングテーマ              |
| 2022年   |                                                                                               | | |                                                                                |
| 4月7日   | Cheers!デリシャスパーティ♡プリキュア/DELICIOUS HAPPY DAYS♪                                    | 吉武千颯 | 「DELICIOUS HAPPY DAYS♪」 | テレビアニメ『デリシャスパーティ♡プリキュア』前期エンディングテーマ            |
| 7月20日  | デリシャスパーティ♡プリキュア ボーカルアルバム 〜Welcome to Delicious Party〜                 | 佐々木李子・Machico・吉武千颯 | 「Welcome to Delicious Party」 | テレビアニメ『デリシャスパーティ♡プリキュア』関連曲                            |
| 7月20日  | デリシャスパーティ♡プリキュア ボーカルアルバム 〜Welcome to Delicious Party〜                 | 吉武千颯 | 「シェアして！プリキュア Chihaya Yoshitake Ver.」 「DELICIOUS HAPPY DAYS♪（LIVE Edit Ver.）」 「Welcome to Delicious Party 〜Remix for Chihaya Yoshitake〜」 | テレビアニメ『デリシャスパーティ♡プリキュア』関連曲                            |
| 2023年   |                                                                                               | | |                                                                                |
| 2月1日   | デリシャスパーティ♡プリキュア ボーカルベスト 〜Delicious Ambitious!〜                         | Machico・吉武千颯 | 「Delicious Ambitious!」 | テレビアニメ『デリシャスパーティ♡プリキュア』関連曲                            |
| 3月22日  | ひろがるスカイ！プリキュア 〜Hero Girls〜/ヒロガリズム                                        | 石井あみ・吉武千颯 | 「ヒロガリズム」 | テレビアニメ『ひろがるスカイ!プリキュア』前期エンディングテーマ                |
| 7月19日  | 『ひろがるスカイ！プリキュア』 ボーカルアルバム ～FLY TOGETHER!!!!!～                         | 石井あみ、北川理恵、Machico、吉武千颯 | 「Daybreak song」 | テレビアニメ『ひろがるスカイ!プリキュア』関連曲                                |
| 7月19日  | 『ひろがるスカイ！プリキュア』 ボーカルアルバム ～FLY TOGETHER!!!!!～                         | 石井あみ、吉武千颯 | 「Try Try Try」 | テレビアニメ『ひろがるスカイ!プリキュア』関連曲                                |
| 7月19日  | 『ひろがるスカイ！プリキュア』 ボーカルアルバム ～FLY TOGETHER!!!!!～                         | 石井あみ、吉武千颯 | 「ヒロガリズム(TVサイズ)」 | テレビアニメ『ひろがるスカイ!プリキュア』関連曲                                |
| 7月19日  | 『ひろがるスカイ！プリキュア』 ボーカルアルバム ～FLY TOGETHER!!!!!～                         | 吉武千颯 | 「ワンダービート」 | テレビアニメ『ひろがるスカイ!プリキュア』関連曲                                |
| 7月19日  | 『ひろがるスカイ！プリキュア』 ボーカルアルバム ～FLY TOGETHER!!!!!～                         | 吉武千颯 | 「Try Try Try ～ReMIX for Chihaya Yoshitake Ver.～」 | テレビアニメ『ひろがるスカイ!プリキュア』関連曲                                |
| 8月23日  | Dear Shine Sky                                                                                | 吉武千颯 | 「Dear Shine Sky」 | テレビアニメ『ひろがるスカイ!プリキュア』後期エンディングテーマ                |
| 9月13日  | For "F"                                                                                       | 吉武千颯 & 礒部花凜/北川理恵/駒形友梨/Machico/宮本佳那子 | 「All for one Forever」 | 劇場アニメ『映画 プリキュアオールスターズF』挿入歌                             |
| 11月29日 | プリキュア ボーカルベストBOX 2018-2023                                                        | 池田彩、石井あみ、礒部花凜、うちやえゆか、北川理恵、工藤真由、黒沢ともよ、五條真由美、駒形友梨、佐々木李子、林ももこ、仲谷明香、後本萌葉、Machico、宮本佳那子、茂家瑞季、吉田仁美、吉武千颯 | 「DANZEN!ふたりはプリキュア 〜20th Anniversary〜 Precure Singers Edition」                                                                                   | テレビアニメ「プリキュアシリーズ」関連曲                                       |
| 11月29日 | プリキュア ボーカルベストBOX 2018-2023                                                        | 池田彩、石井あみ、礒部花凜、うちやえゆか、北川理恵、工藤真由、黒沢ともよ、五條真由美、駒形友梨、佐々木李子、林ももこ、仲谷明香、後本萌葉、Machico、宮本佳那子、茂家瑞季、吉田仁美、吉武千颯 | 「シェアして！プリキュア 〜20th Anniversary〜 Precure Singers Edition                                                                                        | テレビアニメ「プリキュアシリーズ」関連曲                                       |
| 11月29日 | プリキュア ボーカルベストBOX 2018-2023                                                        | 五條真由美、宮本佳那子、北川理恵、Machico、吉武千颯 | 「キラキラkawaii! プリキュア大集合♪ 〜よろこびの音〜」 | テレビアニメ「プリキュアシリーズ」関連曲                                       |
| 2024年   |                                                                                               | | |                                                                                |
| 1月31日  | 『ひろがるスカイ！プリキュア』ボーカルベスト 〜KIZUNA◇ダイアモンド〜                          | 石井あみ、吉武千颯 | 「ヒロガリズム 〜Live Intro Ver.〜」 | テレビアニメ『ひろがるスカイ!プリキュア』関連曲                                |
| 1月31日  | 『ひろがるスカイ！プリキュア』ボーカルベスト 〜KIZUNA◇ダイアモンド〜                          | 吉武千颯 | 「Dear Shine Sky 〜Live Intro Ver.〜」 | テレビアニメ『ひろがるスカイ!プリキュア』関連曲                                |
| 1月31日  | 『ひろがるスカイ！プリキュア』ボーカルベスト 〜KIZUNA◇ダイアモンド〜                          | 吉武千颯 / コーラス：北川理恵、Machico | 「KIZUNA◇ダイアモンド」 | テレビアニメ『ひろがるスカイ!プリキュア』関連曲                                |
| 3月27日  | わんだふるぷりきゅあ！evolution!!/FUN☆FUN☆わんだふるDAYS!                                     | 吉武千颯 | 「わんだふるぷりきゅあ！evolution!!」 | テレビアニメ『わんだふるぷりきゅあ!』オープニングテーマ                        |
| 5月29日  | 『わんだふるぷりきゅあ!』オリジナル・サウンドトラック1                                        | 吉武千颯 | 「わんだふるぷりきゅあ！evolution!!(TVサイズ)」 | テレビアニメ『わんだふるぷりきゅあ!』関連曲                                    |
| 7月24日  | 『わんだふるぷりきゅあ!』ボーカルアルバム ～We are わんだふる!!!!～                           | 吉武千颯 | 「わんだふるぷりきゅあ！evolution!!(TVサイズ)」 「Wonder Flowers プリキュア」 「わんだフル・わんデイ～Remix for Chihaya Yoshitake Ver.～」                   | テレビアニメ『わんだふるぷりきゅあ!』関連曲                                    |
| 7月24日  | 『わんだふるぷりきゅあ!』ボーカルアルバム ～We are わんだふる!!!!～                           | 北川理恵、Machico、吉武千颯 | 「CLAP & CHANT！～アイノウタ～」 | テレビアニメ『わんだふるぷりきゅあ!』関連曲                                    |
| 7月24日  | 『わんだふるぷりきゅあ!』ボーカルアルバム ～We are わんだふる!!!!～                           | 石井あみ、後本萌葉、吉武千颯 | 「わんだフル・わんデイ」 | テレビアニメ『わんだふるぷりきゅあ!』関連曲                                    |
| 8月21日  | しあわせえぼりゅ～しょん♡ 〜こむぎ&いろはVer.〜 / しあわせえぼりゅ～しょん♡ 〜ユキ&まゆVer.〜 | 吉武千颯 with わんだふるぷりきゅあ! | 「わんだふるぷりきゅあ！evolution!! with Wonderful Precure！ Ver.」                                                                                          | テレビアニメ『わんだふるぷりきゅあ!』関連曲                                    |
| 2025年   |                                                                                               | | |                                                                                |
| 3月26日  | キミとアイドルプリキュア♪ Light Up!/Trio Dreams                                               | 石井あみ、熊田茜音、吉武千颯 | 「キミとアイドルプリキュア♪ Light Up!」 | テレビアニメ『キミとアイドルプリキュア♪』オープニングテーマ                    |
| 7月23日  | キミとアイドルプリキュア♪ボーカルアルバム                                                     | 石井あみ、熊田茜音、吉武千颯 | 「いざ!アイドル」 | テレビアニメ『キミとアイドルプリキュア♪』イメージソング                        |
| 7月23日  | キミとアイドルプリキュア♪ボーカルアルバム                                                     | 吉武千颯 | 「キミとアイドルプリキュア♪ Light Up!〜Chihaya Yoshitake Ver.〜」                                                                                            | テレビアニメ『キミとアイドルプリキュア♪』イメージソング                        |
| 8月27日  | 『キミとアイドルプリキュア♪』後期主題歌シングル                                               | Machico、吉武千颯 | 「Shiny Shiny IDOL」 | テレビアニメ『キミとアイドルプリキュア♪』関連曲                                |

### キャラクターソング
| 発売日  | 商品名                                                                 | 歌 | 楽曲                                                 | 備考                                   |
| 2022年  | 2022年                                                                 | 2022年 | 2022年                                               | 2022年                                 |
| ------- | ---------------------------------------------------------------------- | --- | ---------------------------------------------------- | -------------------------------------- |
| 6月22日 | TVアニメ『ヒーラー・ガール』劇中歌アルバム「Singin' in a Tender Tone」 | 烏丸理彩（高垣彩陽）、藤井かな（礒部花凜）、矢薙ソニア（吉武千颯）                                             | 「ちいさな声、おおきな世界」                         | テレビアニメ『ヒーラー・ガール』挿入歌 |
| 6月22日 | TVアニメ『ヒーラー・ガール』劇中歌アルバム「Singin' in a Tender Tone」 | 藤井かな（礒部花凜）、五城玲美（堀内まり菜）、森嶋響（熊田茜音）、矢薙ソニア（吉武千颯）                       | 「Run!Run!Run!」 「Resonance」                       | テレビアニメ『ヒーラー・ガール』挿入歌 |
| 6月22日 | TVアニメ『ヒーラー・ガール』劇中歌アルバム「Singin' in a Tender Tone」 | 矢薙ソニア（吉武千颯）                                                                                         | 「Sleep tight, Sweet dreams」                        | テレビアニメ『ヒーラー・ガール』挿入歌 |
| 6月22日 | TVアニメ『ヒーラー・ガール』劇中歌アルバム「Singin' in a Tender Tone」 | 烏丸理彩（高垣彩陽）、藤井かな（礒部花凜）、五城玲美（堀内まり菜）、森嶋響（熊田茜音）、矢薙ソニア（吉武千颯） | 「You can choose everything」 「Feel You, Heal You」 | テレビアニメ『ヒーラー・ガール』挿入歌 |
| 8月31日 | KIRA YA FLY HIGH                                                       | It's your サイダー                                                                                             | 「KIRA YA FLY HIGH」 「ユメシロップサイダー」        | 『IDOL舞SHOW』関連曲                   |
| 2024年  |                                                                        | |                                                      |                                        |
| 1月31日 | カラリコロリ                                                           | アルシュシュ                                                                                                   | 「カラリコロリ」                                     | 『Re:ステージ！』関連曲                |
| 1月31日 | カラリコロリ                                                           | アルシュシュ                                                                                                   | 「泡白昼夢」                                         | 『Re:ステージ！』関連曲                |
| 1月31日 | カラリコロリ                                                           | アルシュシュ                                                                                                   | 「Merry Go Wonder!!」                                | 『Re:ステージ！』関連曲                |
| 8月8日  | Chouchou our vacation！                                                | アルシュシュ                                                                                                   | 「Chouchou our vacation！」                          | 『Re:ステージ！』関連曲                |

### タイアップ
| 年     | 曲名           | タイアップ                                         |
| ------ | -------------- | -------------------------------------------------- |
| 2025年 | Hajimariの合図 | テレビアニメ『週刊ラノベアニメ』オープニングテーマ |

## 書籍

### 写真集
- 颯爽（2025年3月28日、KADOKAWA）ISBN 978-4-04-075844-2

### デジタル写真集
- ほわいと。（2024年8月9日、KADOKAWA）

### シリーズ一覧
1. ↑  第1期（2021年）、第2期（2022年）、第3期（2024年）

### ユニットメンバー
1. ↑  吉武千颯、長縄まりあ、種﨑敦美、松田颯水、上田麗奈
2. ↑  ICHIKA（吉武千颯）、NINA（山田美鈴）、MINA（吉木悠佳）、SHION（大原わかな）、ISUZU（山本真綺）
3. 1 2  空野音々（吉武千颯）、古海チエ（中林新夏）、双葉詩穂（平塚紗依）